# Freeze Corleone

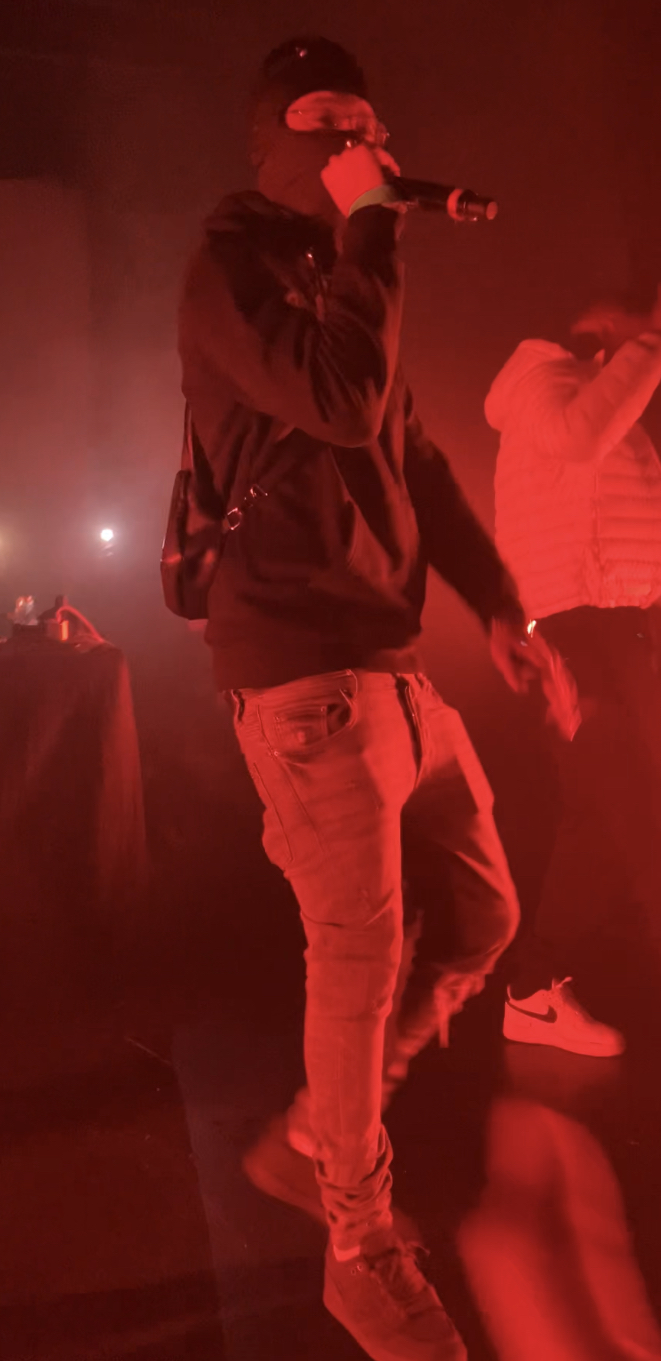
Freeze Corleone (2022)

Freeze Corleone (* 6. Juni 1992 in Les Lilas; bürgerlich Issa Lorenzo Diakhaté) ist ein französischer Rapper.

## Karriere
Freeze Corleone wurde 1992 in Les Lilas geboren. 2011 begann er mit À la recherche de la daillance im Eigenvertrieb erst Rap-Mixtapes zu veröffentlichen. Nach mehreren Veröffentlichungen hatte er 2018 mit dem Mixtape Projet Blue Beam seinen kommerziellen Durchbruch. Das Projekt erreichte die Top 100 der französischen Albumcharts.
2020 schaffte er es mit seiner Single Desiigner erstmals in die Singlecharts, wobei er bis auf Platz 34 stieg. Noch im gleichen Jahr erschien sein Debütalbum LMF, für welches es inzwischen vom Syndicat National de l’édition Phonographique mit Platin ausgezeichnet wurde.
2021 stieg er zusammen mit Rapper Sch mit der Single Mannschaft bis auf Platz eins in Frankreich. Mit Riyad Sadio folgte 2022 sein zweites Album als Gemeinschaftsprojekt mit dem Drill-Rapper Ashe 22.

## Diskografie

### Alben
| Jahr | Titel Musiklabel                       | Höchstplatzierung, Gesamtwochen, AuszeichnungChartplatzierungen (Jahr, Titel, Musiklabel, Platzierungen, Wochen, Auszeichnungen, Anmerkungen) | Höchstplatzierung, Gesamtwochen, AuszeichnungChartplatzierungen (Jahr, Titel, Musiklabel, Platzierungen, Wochen, Auszeichnungen, Anmerkungen) | Höchstplatzierung, Gesamtwochen, AuszeichnungChartplatzierungen (Jahr, Titel, Musiklabel, Platzierungen, Wochen, Auszeichnungen, Anmerkungen) | Anmerkungen                                     |
| Jahr | Titel Musiklabel                       | FR | BEW | CH | Anmerkungen                                     |
| ---- | -------------------------------------- | --- | --- | --- | ----------------------------------------------- |
| 2018 | Projet Blue Beam M.M.S Records         | FR82 (22 Wo.)FR | BEW61 (31 Wo.)BEW | — | Erstveröffentlichung: 13. November 2018 Mixtape |
| 2020 | LMF M.M.S Records / Virgin Music (UMG) | FR2 ×2Doppelplatin · (147 Wo.)FR | BEW3 (155 Wo.)BEW | CH6 (5 Wo.)CH | Erstveröffentlichung: 11. September 2020        |
| 2022 | Riyad Sadio M.M.S Records              | FR9 (11 Wo.)FR | BEW10 (13 Wo.)BEW | CH16 (1 Wo.)CH | Erstveröffentlichung: 4. März 2022 mit Ashe 22  |
| 2023 | ADC M.M.S Records                      | FR1 Platin · (73 Wo.)FR | BEW1 (78 Wo.)BEW | CH1 (12 Wo.)CH | Erstveröffentlichung: 8. September 2023         |

### Singles
| Jahr | Titel Album                  | Höchstplatzierung, Gesamtwochen, AuszeichnungChartplatzierungen (Jahr, Titel, Album, Platzierungen, Wochen, Auszeichnungen, Anmerkungen) | Höchstplatzierung, Gesamtwochen, AuszeichnungChartplatzierungen (Jahr, Titel, Album, Platzierungen, Wochen, Auszeichnungen, Anmerkungen) | Höchstplatzierung, Gesamtwochen, AuszeichnungChartplatzierungen (Jahr, Titel, Album, Platzierungen, Wochen, Auszeichnungen, Anmerkungen) | Anmerkungen                                        |
| Jahr | Titel Album                  | FR | BEW | CH | Anmerkungen                                        |
| --- | ---------------------------- | --- | --- | --- | -------------------------------------------------- |
| 2020 | Desiigner LMF                | FR34 Gold · (12 Wo.)FR | — | — | Erstveröffentlichung: 27. Juli 2020                |
| 2020 | Scellé Part.2 LMF            | FR15 Gold · (8 Wo.)FR | BEW45 (1 Wo.)BEW | — | Erstveröffentlichung: 22. August 2020 mit Ashe 22  |
| 2020 | Freeze Raël LMF              | FR2 Diamant · (45 Wo.)FR | — | CH28 (3 Wo.)CH | Erstveröffentlichung: 27. Oktober 2020             |
| 2021 | Téléphone Crclr Mvt Saison 2 | FR28 Gold · (10 Wo.)FR | — | — | Erstveröffentlichung: 18. Mai 2021                 |
| 2022 | Scellé part. 4 Riyad Sadio   | FR50 (4 Wo.)FR | — | — | Erstveröffentlichung: 27. Januar 2022 mit Ashe 22  |
| 2022 | Dégradé Riyad Sadio          | FR42 (5 Wo.)FR | — | — | Erstveröffentlichung: 10. Februar 2022 mit Ashe 22 |
| 2023 | Metaverse –                  | FR32 (5 Wo.)FR | — | — | Erstveröffentlichung: 2. Februar 2023 mit Rim'K    |
| 2023 | Shavkat ADC                  | FR3 Platin · (20 Wo.)FR | BEW5 (9 Wo.)BEW | CH30 (3 Wo.)CH | Erstveröffentlichung: 25. Juli 2023                |
| 2023 | Amérique du Sud ADC          | FR17 (6 Wo.)FR | BEW48 (1 Wo.)BEW | — | Erstveröffentlichung: 25. August 2023              |
| Folgende Lieder erschienen nicht als Single, wurden aber durch das Album zum Download und Streaming bereitgestellt und konnten somit eine Platzierung erlangen: |                              | | | |                                                    |
| |                              | | | |                                                    |
| 2020 | Rap catéchisme LMF           | FR6 Platin · (7 Wo.)FR | — | CH48 (2 Wo.)CH | feat. Alpha Wann                                   |
| 2020 | Hors ligne LMF               | FR8 Platin · (7 Wo.)FR | — | CH50 (2 Wo.)CH |                                                    |
| 2020 | Tarkov LMF                   | FR18 Gold · (4 Wo.)FR | — | — |                                                    |
| 2020 | Stretch 4 LMF                | FR25 (3 Wo.)FR | — | — |                                                    |
| 2020 | Big Pharma LMF               | FR35 (3 Wo.)FR | — | — |                                                    |
| 2020 | Pas de refrain LMF           | FR37 (2 Wo.)FR | — | — | feat. Kaki Santana                                 |
| 2020 | Numérologie LMF              | FR43 (2 Wo.)FR | — | — | feat. Stavo                                        |
| 2020 | Chen Laden LMF               | FR44 Gold · (3 Wo.)FR | — | — |                                                    |
| 2020 | R.I.P. Pop Smoke LMF         | FR46 (2 Wo.)FR | — | — |                                                    |
| 2020 | Logo Audi LMF                | FR48 (2 Wo.)FR | — | — | feat. Despo Rutti                                  |
| 2020 | Moncler LMF                  | FR58 (2 Wo.)FR | — | — | feat. La F                                         |
| 2020 | L’art de la guerre LMF       | FR64 (2 Wo.)FR | — | — | feat. Black Jack OBS                               |
| 2020 | Dans les buissons LMF        | FR70 (2 Wo.)FR | — | — | feat. Le Roi Heenok & Osirus Jack                  |
| 2020 | PDM LMF                      | FR87 (2 Wo.)FR | — | — | feat. Alpha 5.20 & Shone                           |
| 2022 | Cartier Riyad Sadio          | FR50 (2 Wo.)FR | — | — | mit Ashe 22                                        |
| 2022 | Sadio Riyad Riyad Sadio      | FR84 (1 Wo.)FR | — | — | mit Ashe 22                                        |
| 2022 | Olivine Riyad Sadio          | FR101 (1 Wo.)FR | — | — | mit Ashe 22                                        |
| 2022 | Billets Riyad Sadio          | FR115 (1 Wo.)FR | — | — | mit Ashe 22                                        |
| 2022 | Intro Riyad Sadio            | FR122 (1 Wo.)FR | — | — | mit Ashe 22                                        |
| 2022 | Moissanite Riyad Sadio       | FR134 (1 Wo.)FR | — | — | mit Ashe 22                                        |
| 2022 | Yasser Riyad Sadio           | FR135 (1 Wo.)FR | — | — | mit Ashe 22                                        |
| 2022 | Fraude Farsi                 | FR44 (2 Wo.)FR | — | — | mit Amine Farsi                                    |
| 2023 | MW2 ADC                      | FR5 Gold · (7 Wo.)FR | BEW10 (3 Wo.)BEW | CH31 (2 Wo.)CH | Charteinstieg: 15. September 2023                  |
| 2023 | Ancelotti ADC                | FR7 Gold · (7 Wo.)FR | BEW19 (3 Wo.)BEW | CH47 (2 Wo.)CH | Charteinstieg: 15. September 2023                  |
| 2023 | Jour de plus ADC             | FR5 Gold · (12 Wo.)FR | BEW15 (2 Wo.)BEW | CH33 (2 Wo.)CH | Charteinstieg: 15. September 2023                  |
| 2023 | Kpop ADC                     | FR10 (5 Wo.)FR | — | — | Charteinstieg: 15. September 2023                  |
| 2023 | Isshin Ashina ADC            | FR11 (3 Wo.)FR | — | — | Charteinstieg: 15. September 2023                  |
| 2023 | Voldemort ADC                | FR13 (4 Wo.)FR | — | — | Charteinstieg: 15. September 2023                  |
| 2023 | Bill Clinton ADC             | FR14 (4 Wo.)FR | — | — | Charteinstieg: 15. September 2023                  |
| 2023 | Tse chi lop ADC              | FR15 (3 Wo.)FR | — | — | Charteinstieg: 15. September 2023                  |
| 2023 | L’homme méthode ADC          | FR18 (3 Wo.)FR | — | — | Charteinstieg: 15. September 2023                  |
| 2023 | Lamborghini bénie ADC        | FR19 (4 Wo.)FR | — | — | Charteinstieg: 15. September 2023                  |
| 2023 | Argent noir Part. 3 ADC      | FR24 (3 Wo.)FR | — | — | Charteinstieg: 15. September 2023                  |

### Gastbeiträge
| Jahr | Titel Album                          | Höchstplatzierung, Gesamtwochen, AuszeichnungChartplatzierungen (Jahr, Titel, Album, Platzierungen, Wochen, Auszeichnungen, Anmerkungen) | Höchstplatzierung, Gesamtwochen, AuszeichnungChartplatzierungen (Jahr, Titel, Album, Platzierungen, Wochen, Auszeichnungen, Anmerkungen) | Höchstplatzierung, Gesamtwochen, AuszeichnungChartplatzierungen (Jahr, Titel, Album, Platzierungen, Wochen, Auszeichnungen, Anmerkungen) | Anmerkungen                                                                                         |
| Jahr | Titel Album                          | FR | BEW | CH | Anmerkungen                                                                                         |
| --- | ------------------------------------ | --- | --- | --- | --------------------------------------------------------------------------------------------------- |
| 2020 | Drill FR 4 –                         | FR135 (11 Wo.)FR | — | — | Erstveröffentlichung: 18. Juni 2020 Gazo feat. Freeze Corleone                                      |
| 2020 | 7 sur 7 Détail                       | FR5 Platin · (9 Wo.)FR | BEW19 (3 Wo.)BEW | CH42 (1 Wo.)CH | Erstveröffentlichung: 23. September 2020 Koba LaD feat. Freeze Corleone                             |
| 2020 | IRM 2.7.0 (Streaming version)        | FR24 (3 Wo.)FR | — | — | Erstveröffentlichung: 23. Oktober 2020 Kaaris feat. Freeze Corleone                                 |
| 2020 | Moneygram Intégral                   | FR60 (2 Wo.)FR | — | — | Erstveröffentlichung: 4. November 2020 Nahir feat. Freeze Corleone                                  |
| 2021 | Les professeurs Brrr EP              | FR151 (1 Wo.)FR | — | — | Erstveröffentlichung: 18. Februar 2021 Vladimir Cauchemar feat. Seth Gueko, Freeze Corleone & Phazz |
| 2021 | Mannschaft Jvlivs II                 | FR1 Diamant · (18 Wo.)FR | BEW4 (3 Wo.)BEW | CH19 (3 Wo.)CH | Erstveröffentlichung: 26. März 2021 Sch feat. Freeze Corleone                                       |
| 2022 | Apocalypse SVR                       | FR2 Gold · (6 Wo.)FR | BEW46 (1 Wo.)BEW | CH66 (1 Wo.)CH | Erstveröffentlichung: 28. Januar 2022 Kaaris & Kalash Criminel feat. Freeze Corleone                |
| 2022 | Réunion TVX                          | FR117 (1 Wo.)FR | — | — | Erstveröffentlichung: 8. September 2022                                                             |
| Folgende Lieder erschienen nicht als Single, wurden aber durch das Album zum Download und Streaming bereitgestellt und konnten somit eine Platzierung erlangen: |                                      | | | | |
| |                                      | | | | |
| 2020 | NY à fond Don Dada Mixtape Vol. 1    | FR25 Gold · (4 Wo.)FR | — | — | Alpha Wann feat. Freeze Corleone                                                                    |
| 2021 | 27 Vrai 2 vrai                       | FR28 (2 Wo.)FR | — | — | Da Uzi feat. Freeze Corleone                                                                        |
| 2021 | Grammy Noir 3                        | FR84 (1 Wo.)FR | — | — | Mac Tyer feat. Freeze Corleone                                                                      |
| 2022 | Maybach Phantom Kpri Tape, vol. 3    | FR179 (1 Wo.)FR | — | — | Kpri feat. Freeze Corleone                                                                          |
| 2022 | Eurovision 23                        | FR136 (1 Wo.)FR | — | — | Central Cee feat. Rondodasosa, Baby Gang, A2 Anti, Morad, Beny Junior, Ashe 22 & Freeze Corleone    |
| 2022 | Moneygram, Part 2 Rihan              | FR97 (1 Wo.)FR | — | — | Nahir feat. Freeze Corleone                                                                         |
| 2022 | 90’ Pull à capuche et billets mauves | FR99 (1 Wo.)FR | — | — | Doums feat. Freeze Corleone                                                                         |
| 2022 | Balotelli Moussa                     | FR194 (1 Wo.)FR | — | — | Prince Waly feat. Freeze Corleone                                                                   |
| 2024 | Beterbiev Mode opératoire – Volume 1 | FR69 (2 Wo.)FR | — | — | Zkr feat. Freeze Corleone                                                                           |
| 2024 | Encore les problèmes Bon courage     | FR18 (3 Wo.)FR | — | CH94 (1 Wo.)CH | Kalash Criminel feat. Freeze Corleone                                                               |
| 2025 | Moneygram Part.3 Rien Sans Lien      | FR162 (1 Wo.)FR | — | — | Nahir feat. Freeze Corleone                                                                         |

## Auszeichnungen für Musikverkäufe
| Platin-Schallplatte - Spanien - 2025: für die Single Eurovision |

Anmerkung: Auszeichnungen in Ländern aus den Charttabellen bzw. Chartboxen sind in ebendiesen zu finden.
| Land/RegionAuszeichnungen für Musikverkäufe (Land/Region, Auszeichnungen, Verkäufe, Quellen) | Gold       | Platin     | Diamant     | Verkäufe  | Quellen             |
| -------------------------------------------------------------------------------------------- | ---------- | ---------- | ----------- | --------- | ------------------- |
| Frankreich (SNEP)                                                                            | 10× Gold10 | 7× Platin7 | 2× Diamant2 | 2.566.666 | snepmusique.com     |
| Spanien (Promusicae)                                                                         | —          | Platin1    | —           | 60.000    | elportaldemusica.es |
| Insgesamt                                                                                    | 10× Gold10 | 8× Platin8 | 2× Diamant2 |           |                     |